# Хрватска копнена војска
Хрватска копнена војска је највећи вид Оружаних снага Републике Хрватске, чији је циљ заштита територије, грађанства и виталних националних интереса Републике Хрватске.
У ратном стању, Хрватска копнена војска има као главни задатак да спречи продор агресора у дубину територије, да сачува виталне стратегијске објекте Хрватске, да осигура мобилизацију ратног састава и напослетку да победи агресора.
Хрватска копнена војска сада сарађује са копненим војскама земаља НАТО.
Неколико елемената Хрватске копнене војске се тренутно налазе у мировној мисији и на Косову у оквиру програма НАТО за очување мира у јужној покрајини Републике Србије.